# Chiesa della Natività della Beata Maria Vergine
La chiesa della Natività della Beata Maria Vergine è la parrocchiale di Gaibana, frazione del comune di Ferrara. Rientra nel vicariato di San Giorgio dell'arcidiocesi di Ferrara-Comacchio e risale al XIV secolo.

## Storia
L'antica pieve dedicata alla Natività della Beata Maria Vergine viene documentata a Gaibana sin dall'XI secolo. Nei primi tempi la sua cura fu affidata a un arciprete affiancato da sei canonici.
Nel corso del tempo divenne oggetto di vari interventi restaurativi che portarono, nell'ultimo quarto del XVIII secolo, ad un significativo ampliamento della navata che rese necessaria la ricostruzione della facciata, che fu riedifucata secondo lo stile barocco. In questo momento venne innalzata anche la torre campanaria.
Circa un secolo più tardi venne restaurata e nuovamente ampliata. La tribuna ebbe più spazio e venne innalzato il coro. L'esecuzione di questi lavori poté essere pagata grazie alla somma ricavata dalla vendita di un'opera della scuola ferrarese di Francesco del Cossa sino ad allora custodita nella canonica e dono di Antonio Santini di Ferrara. In tale occasione il comune aveva rifiutato di eseguire gli interventi di manutenzione necessari.
Negli ultimi anni del XIX secolo la chiesa venne dotata di una cappella per il fonte battesimale, posta di fronte alla cappella dell'Addolorata. La torre campanaria, danneggiata da un fulmine, venne ricostruita con una cuspide piramidale. Nel secondo dopoguerra fu necessario riparare i danni prodotti dai bombardamenti alleati.
Durante il terremoto dell'Emilia del 2012 si sono avuti ingenti danni che hanno richiesto interventi ancora non del tutto ultimati.
La chiesa costituì un modello per l'erezione della vicina chiesa di Gaibanella.

## Descrizione

### Esterni
La facciata a salienti presenta un grande portale di accesso in una cornice neoclassica con frontone triangolare. Sopra di questo, in asse, lo stella marmoreo e il frontone curvilineo.
L'abside è semicircolare.

### Interni
La decorazione del soffitto della sala è opera del pittore ferrarese Girolamo Domenichini.